# Stromatinia cepivora
Stromatinia cepivora är en svampart som först beskrevs av Miles Joseph Berkeley, och fick sitt nu gällande namn av Whetzel 1945. Stromatinia cepivora ingår i släktet Stromatinia och familjen Sclerotiniaceae.   Inga underarter finns listade i Catalogue of Life.